# 내사랑 누굴까
《내사랑 누굴까》는 2002년 3월 2일부터 2002년 12월 29일까지 방영된 KBS 2TV 주말 드라마이다. 삼화네트웍스(당시 삼화프로덕션)이 외주 제작했다.

## 기획 의도
3대가 함께 사는 가족 빌라 해피하우스를 무대로 3명의 며느리들이 사랑을 찾고 결혼하는 과정을 정겹게 그린 홈드라마

## 줄거리
해피하우스에서 아들, 손자들과 함께 사는 김덕배는 세상 돌아가는 일에 관심도 많고 기운이 넘치는 노인이다. 회사 CEO인 아들과 4층에서 살며, 옆집에는 장가 못간 손자 세 명이, 3층에는 과부 여동생과 노처녀 조카 둘이 살고 있다. 덕배에겐 세 명의 손자가 있는데, 맏손자 김윤식은 같은 빌딩 1층 동물 병원 원장이고, 나이는 30대 중반 쯤이지만 아직 총각이다. 둘째는 냉정한 성격의 건축설계사인 김현식이다. 셋째는 조금은 산만하고 천방지축 같은 대학원생 김상식이다.
이렇게 세 명의 젊은 노총각들 사이에서 가장 먼저 테이프를 끊는 것은 둘째 현식이다. 현식은 쌓여가는 아버지의 수술비를 감당하기 위해 사랑을 버리고 시집을 다녀온 준이 엄마, 김고은을 잊지 못하고 이혼해 돌아온 고은을 다시 만나게 된다. 고은은 자신의 처지에 염치 없는 일이라며 그를 거부하지만 현식은 과거에 고은을 떠나보냈던 자신의 과오를 인정하며 고은을 설득한다. 결국엔 고은과 준이를 집으로 데려오면서 결혼에 성공하게 된다.
3층에 살고 있는 두 자매 치과의사 박경화, 카페 주인 박경주는 홀어미로 두 자매를 키운 어머니이자 덕배의 여동생인 김덕자의 그늘 아래서 노처녀로 늙어 간다. 30년 전 경화는 어머니 덕자의 불호령 같은 반대로 명환과 결혼을 하지 못하고 30년 간 첫사랑을 가슴에 묻고 살아가고 있었다. 그러던 어느 날, 3년 전 부인을 보낸 명환을 경화와 다시 이어 주고자 덕진이 명환에게 경화의 연락처를 주면서 이들의 관계는 다시 시작된다. 경화는 그토록 사랑했던 사람이면 한 번은 살아봐야 겠다며 결혼을 결심하고 불호령 같은 덕자와의 마찰에도 결혼을 결심한다.
한편, 해피하우스 빈 방에 20대 후반의 처녀이며 친구 사이인 오지연과 이하나가 이사를 온다. 그러나 이들은 형의 도장을 훔쳐 계약서를 쓴 덕배 할아버지의 동생 덕진에게 속아서 온 것이었다. 원래 그 빌라는 맏손자 윤식이 장가를 가면 살게 할 빌라 였는데 덕진이 급하게 쓸 일이 있는 관계로 덕배의 말 없이 몰래 전세를 내준것이다.
맏손자인 윤식은 '이 여자다' 싶은 여자를 만나지 못하고 노총각으로 하루하루 보내던 중 이사를 오게 된 지연에게 마음이 간다. 지연 역시 어려서 밖에 일로만 바빴던 엄마를 좋아하지 않았기에 현모양처를 꿈꾸었지만, '이 남자다' 싶은 남자를 만나지 못하던 중 윤식을 만나게 되고 관심을 가진다. 처음에 윤식은 유명 디자이너 춘희의 딸이자, 신문방송학과 박사인 몸도 재고, 음식 솜씨도 좋고, 깔끔한 성격에 똑똑하고 당찬 아가씨인 지연을 두려워했다. 그러나 결국 둘은 좋은 관계로 발전해 깊은 사랑에 빠지고 결혼에 성공한다.
그렇게 해서 현식은 고은과 결혼해 빌라 4층에 살게 되고, 경화와 명화가 결혼해 인근 빌라로 출가를 하자 윤식도 지연과 결혼하여 결혼 전 지연이 살았던 3층 빌라에 살게 된다.
지연의 단짝 동생이었던 모델 하나는 짝사랑하는 상식을 쫓아 다닌다. 티격태격하던 도중 어느 날 하나는 상식이 다른 이성 친구를 만나고 늦게 집에 들어오는 것에 질투하고, 상식을 포기할 마음을 먹고 술에 취해 4층 빌라에 올라가 온 식구들 앞에서 술 주정을 피운다. 차갑게 돌아선 하나에 당황한 상식은 그제서야 하나를 좋아하는 자신의 마음을 털어 놓는다. 술주정 사건 때문에 반대하는 할머니와 하나의 어머니 인애의 만류에도 불구하고 둘은 결혼에 골인한다. 둘은 상식이 유학가기 전까지 4층, 결혼 전 윤식이 살았던 작은 방에서 살게 된다.
한편, 결혼한 경화는 앞집의 든 도둑을 겁도 없이 잡다가 다쳐서 친정에 오게 되며, 그 이후 출장에서 돌아온 경환과 상의 끝에 살던 외부 빌라를 전세를 주거나 팔기로 결정하고, 어머니 덕자를 모시고 살게 된다. 그리고 마지막 노처녀인 경주도 탁 감독과 연애를 시작하고 결혼을 결심한다. 덕자는 탁 감독이 9살이나 많다고 반대하지만, 알고보니 탁 감독은 자신이 몇 년 동안 다니던 합창단의 절친한 친구의 노총각 아들이었고 이에 결혼을 승낙한다. 결국 둘은 12월 마지막 날 약혼을 하고, 결혼은 후년 5월로 날을 잡는다.
드라마는 경주가 약혼한 날 모든 가족들이 빌라 1층, 동물 병원 옆에 있는 경주의 카페에서 크리스마스 겸 신년 파티를 즐기는 장면으로 막을 내린다.

## 등장 인물

### 집안 어른들
- 이순재 : 아버지(김덕배) 역

해피하우스 주인으로 을지로에서 위생도기 장사를 오래 하다가 동생한테 관리를 넘겨주고 현재 큰아들, 작은 아들과 함께 살고 있다. 아직도 사회 정치에 관심이 많고 신문이라는 신문은 있는대로 다 구독하며 그 모든 신문을 한 글자도 안빼고 읽는, 할아버지 퀴즈 프로그램을 보면서 자신이 얼마나 박식한가를 확인하는게 즐거움이고 걱정이 있다면 모두 다 30이 넘은 손자들이 장가를 못 들고 있는 것뿐이다.
- 여운계 : 어머니 역

김 사장의 부인. 친정나들이가 잦아 올케와 앙숙. 여자라곤 혼자밖에 없는 이 집안에서 식사문제 등 가사일을 무기로 위세가 이만저만 아니다.
- 정혜선 : 박모(김덕자) 역

김 사장의 여동생. 시집 못 가고 아직도 처녀인 딸 둘과 살고 있는 할머니. 나이와 상관없이 아직도 여자 중에 여자. 새촘하고 깔끔하고 톡톡 톨고 경우가 지나치게 빨라서 피곤한 스타일, 잘 삐치고 히스테리가 나면 안하무인이다.
- 임채무 : 삼촌(김덕진) 역

김 사장의 늦둥이 남동생. 술을 먹었다하면 끝장을 보는데 쩍하면 술로 내기를 하자는 버릇이있고 여자도 꽤 좋아하는 편. 자칭 미남이기 때문에 착각도 잘하고 폼생폼사, 현재는 아버지 가게 일도 대충 보고 주식도 손을 대 보고 하는 중. 기러기 아빠 생활을 하고 있다.
- 이정길 : 김희갑 역

김 사장의 아들이자 삼형제의 아버지. 49세에 아내를 심장병으로 잃고 이날까지 곁눈질 한 번 안한 남자. 원만한 화합주의면서도 합리적, 근면 검소하다.
- 한진희 : 차명환 역

아내를 사별한 홀아비. 자식둘울 모두 외국으로 떠나보내고, 혼자서 살고 있다. 옛 애인 경화와의 재회로 새로운 감정을 키워 나가고, 박모의 반대에도 결혼에 골인한다.
- 박정수 : 박경화 역

박모의 큰딸. 해피 하우스에서 치과 개업의. 명환과 캠퍼스 커플이었으나 명환이 아버지의 강권으로 학생 때 다른 여자와 결혼을 하자 평생 독신으로 살았다. 뒤늦게 명환을 다시 만나게 된다.
- 견미리 : 박경주 역

박모의 작은딸. 카페를 하고 있는 노처녀. 퀼트 만드는 것이 취미인데 수준급. 막내 아들 상식이 반해서 퀼트를 배우겠다고 기웃거린다.

### 삼형제와 아내들
- 이승연 : 오지연 역

달팽이 처녀. 결혼이 늦어 초조해 죽겠으면서도 아직도 제 취향에 완벽하게 맞아 떨어지는 남자를 찾고 있다. 자신이 결혼을 못하고 있는 것을 결혼에 부정적인 엄마의 영향 때문이라고 생각하며, 여자가 능력 있으면 행복한 결혼 생활은 꽝이라는 확고한 신조때문에 대학 졸업하고 아무것도 안하고 세월만 죽인 노처녀. '돈 없으면 죽는다'는 신조로 상당히 알뜰하고 계산적이며 입도 까다롭고 청결벽. 집이 강북에 있는 것도 자신이 결혼 못한 이유고 그것도 엄마탓으로 생각하는 처녀, 때때로 우울증 증세에, 심통이 나면 한없이 시니컬해진다. 대단한 독서광, 면밀한 계획, 용의주도, 엄격한 비판력, 그러나 적응력, 순응력도 부족, 그래서 때로는 어리석을 정도의 고집스럽다. 윤식을 만나 뒤늦게 사랑에 빠지는데...
- 윤다훈 : 김윤식 역

김희갑의 큰아들로 수의사이다. 아주 내성적인 성격에 여자한테 근거없는 공포심을 갖고 있다. 여자 앞에만 가면 주눅이 들어 말도 제대로 못하고 제대로 보지도 못하고 그러면서도 트집은 또 만만치 않다. 폭발하면 핵폭탄!!
- 류진 : 김현식 역

김희갑의 둘째 아들. 쌀쌀맞고 저 혼자 잘나기를 정나미 떨어질 정도이다. 여자를 무시하는 경향도 있지만, 누구도 모르는 깊은 상처가 있다. 이혼녀에다 애까지 딸린 고은과 결혼하겠다고 선언하여 집안을 뒤집어 놓는다.
- 명세빈 : 김고은 역

어린 아들 하나둔 이혼녀. 현식과 연인 사이였다가 우여곡절 끝에 다른 남자와 결혼하여 아이까지 낳고 이혼하였다.
- 김정현 : 김상식 역

김희갑의 막내아들로 대학원생. 사교적이고 천방지축. 아무 데나 잘 끼어 들고 아무하고나 잘 어울리고 아무하고나 즐거운데 다분히 어수선하고 산만한 성격.
- 이태란 : 이하나 역

오지연의 친한 동생으로 모델. 순발력과 임기응변이 뛰어나고 유머 감각도 탁월, 이 처녀한테 가면 모든 일이 큰 사건이 돼 버리는 과장벽이 좀 있다. 그러나 자신의 문제만 문제인 경향, 모든 것이 자신 위주이며 최근에 재혼한 엄마한테서 지독한 소외감을 느껴 독립을 선언한다. 자신은 건망증이라고 하지만 자신에 관한 일 말고는 다 무관심하거나 의도적으로 무시해 치우는 것이 건망증으로 위장되고 있다. 결혼까지 갈 뻔했던 연애가 깨진지 얼마 되지 않았다.

### 그 외 인물
- 정영숙 : 나춘희 역 - 오지연의 어머니, 유명 디자이너 (특별출연)
- 윤여정 : 인애 역 - 이하나의 어머니 (특별출연)
- 서권순 : 고은 모 역 - 김고은의 어머니
- 윤덕용 : 고은 부 역 - 김고은의 아버지
- 이다연 : 주미 역 - 용준의 연인
- 권용철 : 용준 역 - 김윤식의 조수
- 이상훈 : 상규 역 - 김윤식의 동료 수의사
- 송승환 : 탁기환 역 - 박경주의 애인, 광고회사 감독
- 김용건 : 한 교수 역 - 인애의 새 남편
- 정재순 : 남수 역 - 김덕진의 아내이자 수미[1] 엄마로 미국에 거주 중
- 김복희 : 강 여사 역 - 탁기환의 어머니
- 김광인 : 택배기사 역
- 김일우
- 김서형
- 도기석 : 호섭 역

## 시청률
- 초반에는 동시간대 MBC <여우와 솜사탕>의 흥행으로 인해 10% 초반의 저조한 성적을 거두었지만[2], 7월 중순부터 동시간대 MBC <그대를 알고부터>를 역전하며[3] 시청률 30%를 돌파하였다.
- TNS미디어코리아에 따르면 내사랑 누굴까의 평균 시청률은 19.3%이고, 마지막회 시청률은 32.6%이다.[4]

## 연장
- 내사랑 누굴까 방영 분량이 50부작에서 34회 연장되어 84부작으로 변경 및 확정되었다.

## 수상
- 2002년 KBS 연기대상 여자 우수상 이태란

## 참고 사항
- 1991년부터 2007년 6월까지 방송된 김수현 작가의 드라마 중 평균 시청률 7위를 기록했다.[5]
- 전 매니저를 사기 및 횡령혐의로 고소한 뒤, 각종 구설수에 휘말리면서 마음 고생을 했던 이태란의 복귀작이었다.[6]
- 김지수는 김고은 역에 캐스팅되었으나 대본 연습을 4일 앞두고 배역의 설정이 아이가 없는 이혼녀에서 아이가 있는 이혼녀로 바뀌어 있자, 제작진과 팽팽한 의견 대립 끝에 결국 출연을 고사하였다.[7]
- 극중 김덕배와 탁기환 역을 맡았던 이순재와 송승환은 《목욕탕집 남자들》이후 7년만에 재회하였다.